# Vällingby (metropolitana di Stoccolma)
Vällingby è una stazione della metropolitana di Stoccolma.
È situata nell'omonimo quartiere, nella circoscrizione di Hässelby-Vällingby. La fermata si trova sulla linea verde T19 della rete metroviaria locale, fra le stazioni Råcksta e Johannelund.
L'apertura avvenne il 26 ottobre 1952, giorno in cui fu ufficialmente attivo il tratto da Hötorget fino alla stessa Vällingby. La stazione è stata un capolinea della linea verde dalla sua apertura fino al 1º novembre 1956, ovvero fino a quando fu prolungata la tratta fino a Hässelby gård.
La stazione è in parte in superficie e in parte sotto al tunnel (lungo circa 200 metri) che passa sotto al centro commerciale Vällingby City. Sono presenti quattro binari su due piattaforme. Progettata dallo studio di architettura Magnus Ahlgren, i suoi interni ospitano decorazioni da parte degli artisti Casimir Djuric e Helén Partos.
L'utilizzo medio quotidiano durante un normale giorno feriale è pari a 10.600 persone circa.

## Tempi di percorrenza
| Linea | Capolinea       | Tempo  | Stazione                                     | Tempo                             |
| T19   | Hässelby strand | 5 min  | Åkeshov Alvik T-Centralen Gamla stan Slussen | 8 min 15 min 28 min 29 min 31 min |
| T19   | Hagsätra        | 51 min | Åkeshov Alvik T-Centralen Gamla stan Slussen | 8 min 15 min 28 min 29 min 31 min |